# Guadeloupe
Guadeloupe (francouzsky  Gwadlup) je zámořský departement a zároveň zámořský region Francie ležící v Karibském moři přibližně 600 km severně od Jižní Ameriky a 600 km východně od Dominikánské republiky. Jedná se o větší dvojostrov a několik menších ostrovů v Závětrných ostrovech Malých Antil. Jako integrální část Francie je Guadeloupe součástí Evropské unie s postavením tzv. „nejvzdálenějšího regionu“.

## Historie
Guadeloupe, ostrov ležící v Karibiku, má bohatou historii, která sahá až do raného osídlení národy Arawaků a Karibů. Tyto domorodé skupiny byly první, kdo ostrov osídlil. Živili se zemědělstvím, rybařením, lovem a pěstování plodin, jako je maniok, sladké brambory a jamy. Národy Arawaků a Karibů žili v souladu s přírodou a vyvinuli jedinečnou kulturu, která zahrnovala umění, hudbu a duchovní přesvědčení. Stavěli také vesnice a zabývali se obchodem s dalšími domorodými skupinami v regionu.
Přítomnost národů Arawaků a Karibů na ostrově byla narušena příchodem evropských průzkumníků na konci 15. století. Dopad evropské kolonizace na domorodé obyvatelstvo byl zničující, protože bylo vystaveno násilí, nemocem a nuceným pracím. Mnoho z Arawaků a Caribů bylo buď zabito nebo zotročeno evropskými kolonizátory, což vedlo k výraznému poklesu jejich populace.
Francie formálně zabrala Guadeloupe (pojmenovaný po Panně Marii Guadeloupské ve Španělsku) roku 1635, kdy se stal její kolonií. Do roku 1775 byl s výjimkou krátkých období britské a švédské okupace spravován v rámci Francouzských Malých Antil. Už v roce 1797 se stal francouzským departementem, v roce 1946 zámořským departementem a v roce 2003 i zámořským regionem. Do roku 2007 z něj byla spravována dnešní francouzská zámořská společenství Svatý Martin a Svatý Bartoloměj.

## Symboly
Guadeloupe, francouzské závislé území, užívá vedle francouzských symbolů i své vlastní. Vlajka i znak jsou však neoficiální.

## Geografie
Guadeloupe je součástí souostroví Malé Antily ležícího 600 km severně od Jižní Ameriky. Nejbližšími ostrovy jsou Dominika a Montserrat a Antigua. Nejvyšší horou je Soufriére měřící 1 467 metrů. Ostrov Guadeloupe tvoří vlastně dva ostrovy spojené úzkou šíjí: Basse-Terre (848 km2) a Grande-Terre (639 km2), kdysi nazývané Kariby společným jménem Karukera. Kromě hlavního dvojostrova patří pod Guadeloupe i okolní menší ostrovy Marie-Galante, Îles des Saintes a La Désirade.

## Obyvatelstvo
Hlavním městem této dlouholeté francouzské zámořské državy je Basse-Terre, ležící na jihozápadním pobřeží ostrova. Dalšími velkými městy jsou Pointe-à-Pitre a Les Abymes. Na ostrově žije přibližně 417 tisíc obyvatel, většina z nich jsou potomci afrických otroků a francouzských osadníků. Před jejich příchodem obývali ostrov Indiáni Karibové. Mezi obyvatelstvem lze rozlišit pouze novodobé přistěhovalce z vlastní (metropolitní) Francie a starousedlíky. Mísením Francouzů a otroků vznikla současná mulatská populace používající při vzájemném styku tzv. kreolizovanou francouzštinu zvanou guadeloupština, která je podobná dalším karibským francouzským kreolským nářečím. V úředním styku převládá francouzština, která je jediným úředním jazykem.

## Správa ostrovů
Administrativně je Guadeloupe rozdělen do 2 arrondisementů (Basse-Terre a Pointe-à-Pitre), které se dále dělí na 21 kantonů a 32 obcí. Arrondisementy a kantony slouží především k administraci voličů a statistice a nemají žádné zastupitelstvo, zatímco obce jsou samosprávné s voleným zastupitelstvem (obecní rada). Hlavou Guadeloupe, který je plnohodnotnou součástí Francie, je francouzský prezident. Nejvyšším představitel každého francouzského regionu je prezident regionální rady. Guadeloupe má 4 zástupce v dolní komoře francouzského parlamentu (Národní shromáždění) a 3 v horní komoře (Senát).

## Cestovní ruch
Grande-Terre je známý svými bílými písečnými plážemi, křišťálově čistými lagunami a vodními sporty. Vhodný pro relaxaci a pasivní trávení času. Pláže, jako je Plage de Sainte-Anne a Plage de la Caravelle, nabízí dokonalou kombinaci bílého písku a křišťálově čistého moře a jsou to jedny z největších atrakcí na ostrově.
Basse-Terre má naopak kopcovitou krajinu s národními parky a deštnými pralesy. Národní park Guadeloupe bývá cílem pěší turistiky, oblíbené jsou vodopády (například Cascade aux Ecrevisses) nebo horké prameny (například Gourbeyre). Nachází se zde i několik sopečných hor, jako je La Grande Soufrière, což je nejvyšší vrchol v regionu. Tato sopečná hora nabízí možnosti pro horolezectví a výstupy na vrchol s úchvatnými výhledy.
Letecké spojení na ostrov celoročně zajišťuje především Air France.

## Galerie

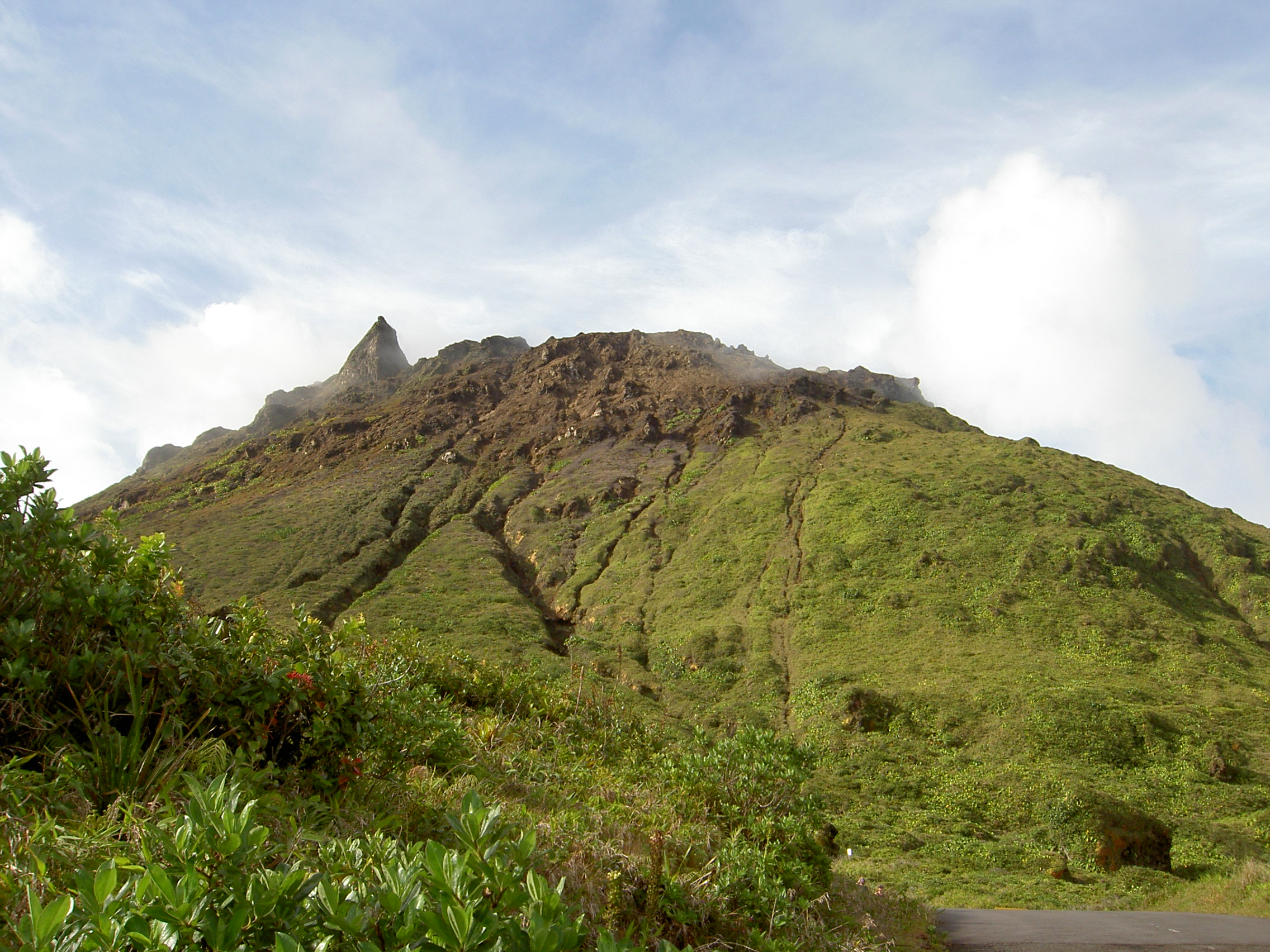
Sopka Soufriére (1467 m)
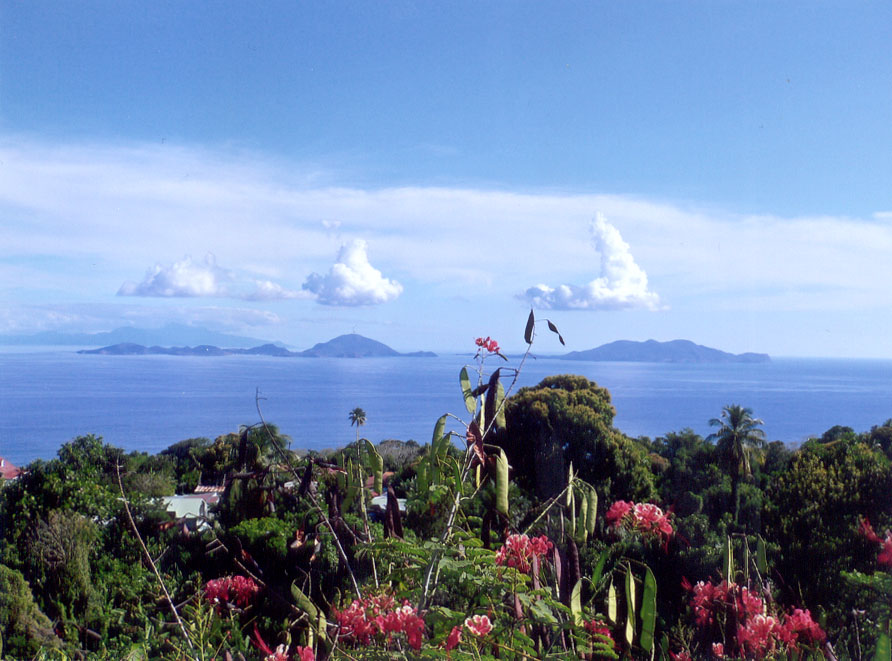
Pohled na souostroví Les Saintes u Guadeloupe
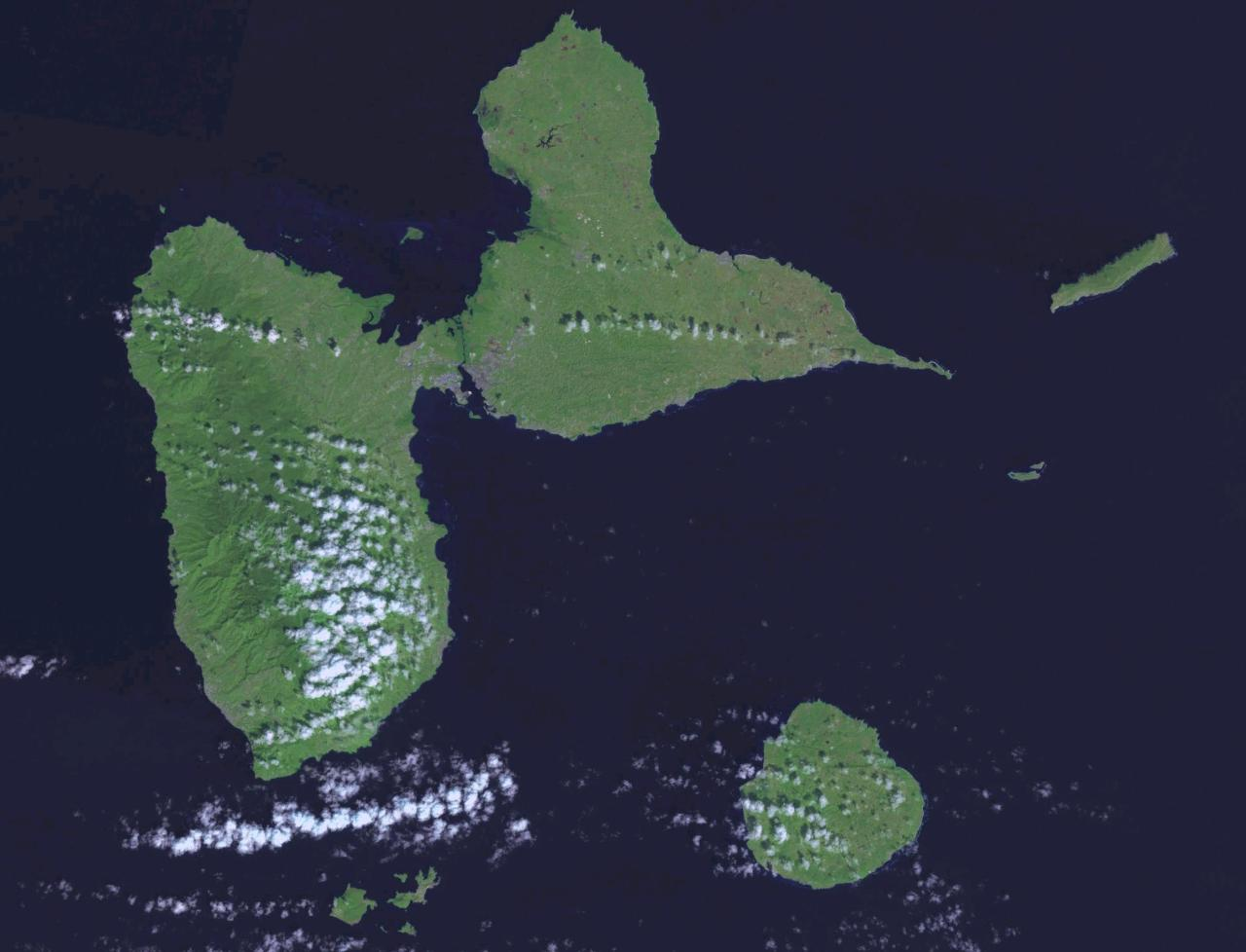
Satelitní snímek
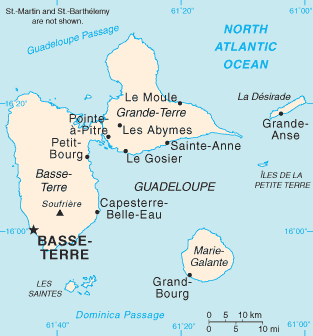
Mapa Guadeloupe